# Indische Freiwilligen-Legion der Waffen-SS
Legion Freies Indien
La Indische Freiwilligen-Legion der Waffen-SS (en français : la Légion indienne des volontaires de la Waffen-SS), également connue sous le nom générique allemand de Legion Freies Indien (ce qui se traduit par « Légion de l'Inde libre »), est une unité de volontaires indiens de la Waffen-SS, essentiellement recrutés par le leader indépendantiste indien Subhas Chandra Bose parmi les prisonniers de guerre indo-pakistanais, qui étaient détenus par les Allemands et les Italiens en Afrique du Nord. L’objectif de la création de cette unité était de combattre les Britanniques au nom de la lutte contre le colonialisme.
L’unité a d’abord fait partie de la Heer der Wehrmacht, lorsqu’elle a été formée à la fin de l’année 1941, puis a été intégrée à la Waffen-SS en août 1944. La taille, la nature et le nom militaire de l’unité ont évolué au long de la guerre en fonction des effectifs incorporés et des unités de rang supérieur auxquelles elle s’est trouvée rattachée. La Legion Freies Indien n’a pratiquement participé à aucun combat et a surtout assuré des tâches de surveillance, comme celles du mur de l'Atlantique sur certaines périodes.
Après avoir battu en retraite vers l’Allemagne, l’unité a finalement été désarmée par l’armée allemande elle-même en mars 1945, puis dissoute, pour qu’elle remette ses armes à une division allemande de la Waffen-SS.

## Historique

### Origine
L'origine de l'idée de constituer une force armée capable de se frayer un chemin vers l'Inde pour envahir le Raj britannique remonte à la Première Guerre mondiale, lorsque le Parti Ghadar (en) et la Ligue pour l'indépendance indienne élaboraient des plans pour lancer une rébellion au sein de l'Armée des Indes britanniques du Pendjab à Hong Kong avec le soutien allemand. Ce plan, connu sous le nom de conspiration indo-allemande, échoua après que l'information fut divulguée au renseignement britannique, après que la garnison de Hong Kong se fut rebellée.

### Recrutement japonais et italien
Au cours de la Seconde Guerre mondiale, les trois grandes puissances de l'Axe, ont cherché à soutenir les activités révolutionnaires armées dans l'Inde afin d'affaiblir le Royaume-Uni. Elles ont donc recruté des prisonniers de guerre indiens mécontents, capturés alors qu'ils servaient dans les forces du Commonwealth, ou bien des expatriés. La plus célèbre force armée a été l'Armée nationale indienne (INA) qui a vu le jour avec le soutien de l'Empire japonais en Extrême-Orient.
En 1942, l'Italie fasciste avait créé le bataillon Azad Hindoustan composé d'anciens militaires de l'armée indienne ainsi que d’Italiens résidant en Inde et en Perse. L'absence de leadership et le caractère ouvertement propagandiste de la création de cette force limitèrent toutefois son développement. En novembre 1942, après la défaite à El Alamein, les efforts italiens de recrutement s'avérèrent être un échec total.

### Indische Legion (et usage du nom générique de «Legion Freies Indien»)
La formation de la Legion Freies Indien (en français : la « Légion de l'Inde libre »), nom générique de l'unité, au nombre final de 4 000 à 6 000 hommes, s'effectua par recrutement progressif des prisonniers de guerre d'origine indo-pakistanaise capturés par Rommel pendant la guerre du Désert et par celui d’étudiants indiens indépendantistes présents en Allemagne avant le début de la guerre.
La « Legion Freies Indien » est également connue sous le nom de « Azad Hind Legion », qui est un mélange d'anglais et de retranscription de l'hindi, langue de l'Inde, et qui signifie la même chose en français : « Légion de l'Inde libre ». On retrouve cette mention « Azad Hind » sur les drapeaux de l'unité, ainsi que sur certains écussons de bras portés par les militaires intégrés à la Wehrmacht.
En décembre 1941 la création, par la Heer, de l'Indische Legion devint officielle.
Recrutés dans le but de lutter contre les Britanniques, les militaires d’origine indienne avaient la garantie du pouvoir nazi, obtenue par Subhas Chandra Bose, qu’ils ne seraient pas engagés contre d’autres ennemis de l’Allemagne que le Royaume-Uni, en particulier qu’ils ne seraient pas mobilisés pour combattre sur le front de l’Est. En effet, Bose prévoyait in fine de marcher sur l'empire des Indes à travers la Perse depuis le Caucase, où se battait alors l'armée allemande, le but étant de rejoindre les troupes japonaises engagées en Birmanie et qui projetaient d'attaquer l'Est de l'Inde.
Les volontaires furent alors regroupés à Frankenberg, en Saxe, où seulement trois cents d’entre eux furent retenus et transférés à Königsbrück pour recevoir l'uniforme de la Wehrmacht et porter un écusson de bras aux couleurs de l'Hindustan. Après un entrainement militaire et idéologique poussé, seuls quelques dizaines d’entre eux furent conservés. L'idée première était en effet de former une unité d’élite qui serait en pointe lors d'une attaque des frontières occidentales de l'Inde britannique par les troupes allemandes et les indépendantistes indiens.
Néanmoins avec le temps, les rangs de la Légion indienne prirent peu à peu de l’importance, en particulier grâce à l’aide des premiers éléments de ce contingent dont la mission consistait aussi à recruter de nouveaux volontaires dans les camps de prisonniers. La formation militaire, composée de ces nouvelles recrues, adopta le nom générique informel de « Legion Freies Indien ». On pense néanmoins qu’une bonne partie de ces centaines de volontaires qui affluaient le faisaient à la suite de pressions ou pour échapper aux conditions déplorables de leur captivité.

### Indisches Infanterie-Regiment 950
Cette première unité de la Legion Freies Indien prit ensuite le nom de Indisches Infanterie-Regiment 950, ou plus simplement de Infanterie-Regiment 950 ; elle était rattachée à la Wehrmacht, et placée sous le commandement de l'Oberstleutnant Kurt Krapp. Après plusieurs mois d'entrainement, les quelques centaines d'hommes de la Legion Freies Indien, qui ne formaient qu'une seule compagnie, prêtèrent serment à Hitler le 26 août 1942. Ils furent rapidement 1 300 (en novembre) et atteignirent le nombre de 3 500 en décembre 1942.
À terme, l'unité fut divisée en quatre bataillons composés de deux tiers de musulmans et d'un tiers d'hindous et de sikhs.
Avec les défaites de l'Axe à Stalingrad, El-Alamein, le retournement de tendance en Birmanie et les difficultés japonaises en Nouvelle-Guinée, il ne fut plus possible de garder la même approche. Lors de l'unique entrevue accordée par Hitler à Bose, le dictateur allemand refusa de promettre l'indépendance de l'Inde. Le dirigeant indépendantiste indien, réalisant le peu de cas manifesté par le Führer pour la question indienne, regagna alors l'Asie en janvier 1943 afin de prendre la tête de l'Indian National Army levée par les Japonais l'année précédente. À la suite de son départ, les Allemands décidèrent de transférer la Legion Freies Indien à Singapour, dans la sphère de coprospérité de la Grande Asie orientale, mais en raison du blocus de la Royal Navy, cette idée ne put se concrétiser.

#### En France

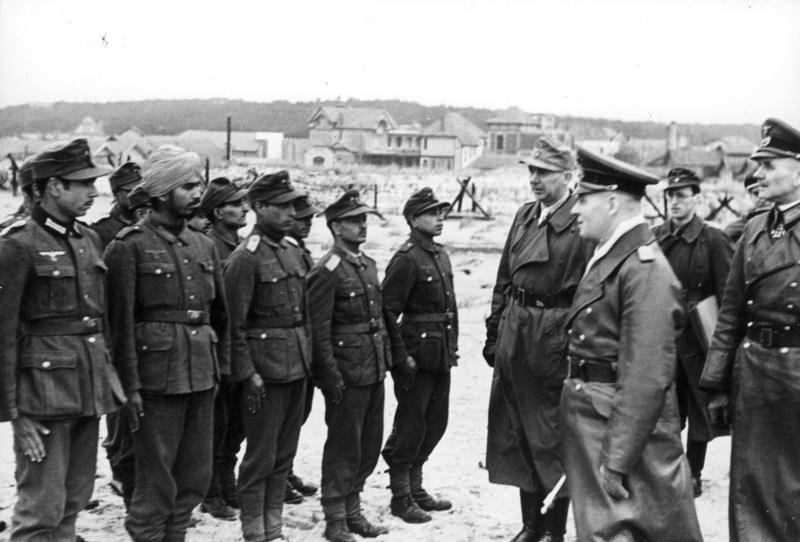
Le maréchal Rommel inspectant une unité de la Légion indienne sur le mur de l'Atlantique à Lacanau, en France, février 1944.

Constatant cet impossible rapatriement, l'Indisches Infanterie-Regiment 950 fut affecté à la surveillance du mur de l'Atlantique aux Pays-Bas, où il séjourna durant cinq mois, ce qui provoqua des émeutes, les Indiens ne voulant pas se battre pour les intérêts allemands. Certains furent alors traduits en cour martiale et d'autres renvoyés dans les stalags.
Malgré cette mutinerie, les deux premiers bataillons rejoignirent, début mai 1943, le camp de Beverloo en Belgique alors que le 3e bataillon ne le rejoignit qu'à partir du 14 juillet. La Légion fut alors rattachée à la 16. Luftwaffen-Feld-Division dans la région de Zandvoort.
Fin juillet 1943, la Legion Freies Indien reçut l'ordre de gagner la France et de se déployer dans le secteur de Lacanau en Gironde, où elle fut rattachée à la 344. Infanterie-Division (344. ID) et chargée de la mise en œuvre des batteries côtières et de la surveillance du mur de l'Atlantique. En août 1944, après le débarquement de Normandie, la 344. ID fut envoyée en renfort vers le front normand mais la Légion indienne ne suivit pas son ancienne division de rattachement et resta en Gironde, avec la 159. Reserve-Division, sa nouvelle division de rattachement depuis janvier 1944.

### Indische Freiwilligen-Legion der Waffen-SS
Le 8 août 1944, la Legion Freies Indien fut transférée à la Waffen-SS (l'unité n'a toutefois été répertoriée officiellement dans la SS qu'en mars 1945) et prit le nom officiel de Indische Freiwilligen-Legion der Waffen-SS, en étant simultanément placée sous les ordres de l'Oberführer Heinz Bertling et renforcée d'anciens membres de la Légion nord-africaine.
Le débarquement de Provence et la progression alliée dans la vallée du Rhône jointe à la libération de Paris, puis la progression vers la Lorraine menaçant de couper la Légion du front allemand, elle fut transférée, mi-août, à Poitiers. Aussitôt prise à partie par les FFI, la Légion eut à déplorer ses premiers blessés. La retraite de l’Indische Freiwilligen-Legion fut ensuite jalonnée de plusieurs accrochages avec la Résistance. Début septembre 1944, elle eut à déplorer son premier mort, le lieutenant Ali Khan, qui succomba dans des combats de rue contre l'armée régulière française à Dun-sur-Auron, au sud de Bourges. La Légion indienne battit ensuite en retraite jusqu'à Dijon, combattit les troupes de la 1re armée française à Nuits-Saint-Georges, le 9 septembre, se retirant ensuite par Remiremont et Colmar pour atteindre Oberhoffen-sur-Moder près de Haguenau. On garde leur souvenir à Strasbourg, dans le quartier du Schluthfeld, où un groupe d'entre eux était cantonné dans le bâtiment de l'école élémentaire. Quelques anciens se souviennent de ces Indiens Sikhs, en uniforme de l’Afrikakorps, avec barbe et turban. Ils arboraient à l’épaule l’emblème d'un tigre bondissant titré « Freies Indien » (« Inde libre »).

#### La fin

Écusson de bras avec l'inscription « Freiies Indien », qui reprend une partie du nom générique allemand « Legion Freies Indien » (la « Légion de l'Inde libre »).

Pour la fin de l’automne et l’hiver, l’unité fut ensuite cantonnée en Allemagne, au camp militaire d'Heuberg, dans le Jura Souabe, où elle resta jusqu'en mars 1945, date à laquelle Hitler ordonna que les armes de l'unité soient cédées à la 18e division SS Horst Wessel.
La défaite du IIIe Reich étant inéluctable, ses membres entamèrent une marche désespérée et essayèrent de s'enfuir en direction du lac de Constance pour rejoindre la Suisse neutre. Lors de cette tentative, ils furent capturés par des troupes américaines et françaises. Certains de ces soldats furent fusillés par des régiments marocains après leur capture à Immenstadt. Les autres furent ensuite remis aux forces britanniques qui les transférèrent en Inde où ils furent maintenus en détention au Fort Rouge à Delhi, en attendant d'être jugés pour haute trahison. Mais tous les membres de la Légion indienne furent libérés dès 1946 car, sous la pression de la population, une condamnation par des tribunaux britanniques s'avéra irréalisable.

## La culture de la mémoire en Allemagne
Des particuliers et des institutions en Inde et en Allemagne coopèrent à la préservation et au traitement du patrimoine historique commun. Aujourd'hui encore, des descendants de soldats indiens vivent en Allemagne, notamment l'économiste Anita Bose Pfaff (en), la fille unique de Subhas Chandra Bose et un certain nombre de membres de la Légion indienne sont revenus en Allemagne au fil des décennies à l'endroit où ils étaient stationnés. Dans l'actuel land de Saxe-Anhalt, où se trouvait la base principale de la Légion, son histoire a été et est retracée dans des musées.
L'exposition permanente de l'Amtshaus à Annaburg est consacrée au camp central des prisonniers de guerre indiens d'Annaburg pendant la Seconde Guerre mondiale et à la fondation de la Légion de l'Inde libre, en plus d'autres thèmes historiques de la ville. Cela a été fait en coopération avec le Netaji Research Center de Calcutta, qui a prêté des objets et des photographies de valeur au musée d'Annaburg. Dans le cadre de l'exposition spéciale « Else Hertzer. Kriegsmappe 1945 » (« Else Hertzer. Dossier de guerre 1945 ») au musée des collections municipales de la Zeughaus de Lutherstadt Wittenberg en 2019, une série de portraits d'Indiens d'Annaburg réalisés par Else Hertzer (en) dans sa fonction de peintre de la ville constituait une attraction particulière. Les ethnologues Georg Pfeffer et Nils Seethaler ont pu utiliser les costumes représentés et les signatures (dans différentes écritures et langues) pour classer les personnes représentées sur les plans religieux et ethnique.

## Ordre de marche et dénominations successives

### Dénominations successives
| Nom                                        | Date             | Division                     | Wehrkreis    | Heeresgruppe | Armeekorps | Garnison                | Ordre de marche                             | Effectif théorique | Effectif réel |
| ------------------------------------------ | ---------------- | ---------------------------- | ------------ | ------------ | ---------- | ----------------------- | ------------------------------------------- | ------------------ | ------------- |
| Indischen Légion                           | 25 décembre 1941 |                              | Wehrkreis IV |              |            | Frankenberg (Allemagne) |                                             |                    | 300           |
| Legion Freies Indien                       | 26 août 1942     |                              |              |              |            |                         |                                             |                    | 1 167         |
| Indisches Infanterie-Regiment 950          | 16 avril 1943    |                              |              |              |            |                         | I . 1-5 , II . 6-10                         | 822                |               |
| Indisches Infanterie-Regiment 950          | 26 mai 1943      | 16. Luftwaffen-Feld-Division |              |              |            | Berveloo                |                                             |                    |               |
| Indisches Infanterie-Regiment 950          | 31 août 1943     | 344. Infanterie Division     |              |              |            | Bordeaux (France)       |                                             |                    |               |
| Indisches Infanterie-Regiment 950          | 8 janvier 1944   | 159. Reserve Division        |              |              |            | Bordeaux (France)       | I . 1-4 , II . 5-8 , III . 9-14,15,16,17,18 | 1407               |               |
| Indische Freiwilligen-Legion der Waffen-SS | 8 août 1944      |                              |              |              |            | Heuberg (Allemagne)     | I . 1-4 , II . 5-8 , III . 9-15             |                    |               |

### Ordres de marche successifs
| Unité                                 | Kstn   | Garnison | Effectifs théorique | Effectifs réel |
| ------------------------------------- | ------ | -------- | ------------------- | -------------- |
| Legion Freies Indien                  |        |          |                     |                |
| I. Batalion                           |        |          |                     |                |
| - 1. Schütz-Kompanie                  | 131(0) |          |                     |                |
| - 2. Schütz-Kompanie                  | 131(0) |          |                     |                |
| - 3. Schütz-Kompanie                  | 131(0) |          |                     |                |
| - 4. Machinegewehr-Kompanie           | 151(0) |          |                     |                |
| - 5. Infanterie-Panzer-Abwer-Kompanie | 184    |          |                     |                |
| - 1. Inf.Geschutz-Zug                 | 201    |          |                     |                |
| - 5 Cm-PAK-Zug                        | -      |          |                     |                |
| - Pionier-Zug                         | 196    |          |                     |                |
| II. Batalion                          |        |          |                     |                |

| Unité                             | Kstn    | Commandant d'unité           | Adjudants d'unité                                         | Officiers d'ordonnance       | Garnison | Effectifs théorique | Effectif réel |
| --------------------------------- | ------- | ---------------------------- | --------------------------------------------------------- | ---------------------------- | -------- | ------------------- | ------------- |
| Indisches Infanterie-Regiment 950 |         | Oberstleutnant Kurt Krapp    | Oberst. Dr. Hans Seifriz                                  |                              |          | 3 978               | 2300          |
| - Stab-Regiment                   | 101(N)  | Oberst. Rolf Schackert       |                                                           |                              |          | 26                  |               |
| I. Infanterie-Batalion            |         |                              |                                                           |                              |          | 729                 |               |
| - Stab-Batalion                   | 111(N)  | Hauptmann Adolf Scharwächter | Oberst. Dr. Ulrich von Kritter                            | Leutnant Heinrich von Trott  |          | 101                 |               |
| - 1. Kompanie                     | 131(N)  | Oberst. Wilhelm Lutz         | Leutnant Abu Zar Khan (Indian)                            |                              |          | 157                 |               |
| - 2. Kompanie                     | 131(N)  | Oberst. Till Mutzenbecher    |                                                           |                              |          | 157                 |               |
| - 3. Kompanie                     | 131(N)  | Oberst. Dr. Matthaei         | - Leutnant Karl Mottet- Leutnant Ali Khan (Indian)        |                              |          | 157                 |               |
| - 4. Kompanie                     | 131(N)  | Oberst. Willi Kern           |                                                           |                              |          | 157                 |               |
| II. Infanterie-Batalion           |         |                              |                                                           |                              |          | 729                 |               |
| - Stab-Batalion                   | 111(N)  | Hauptmann Hellmuth Schönhals | - Oberst. Erwin Iven - Leutnant Dr. Werner Carpenberg     | Leutnant Hans-Joachim Wegner |          | 101                 |               |
| - 5. Kompanie                     | 131(N)  | Nc                           | Nc                                                        |                              |          | 157                 |               |
| - 6. Kompanie                     | 131(N)  | Oberst. Oskar Erdmann        | Leutnant Gurbachan Singh Mangat (Indian)                  |                              |          | 157                 |               |
| - 7. Kompanie                     | 131(N)  | Oberst. Dr. Richard Stoll    |                                                           |                              |          | 157                 |               |
| - 8. Kompanie                     | 131(N)  | Oberst. Werner Reiche        |                                                           |                              |          | 157                 |               |
| III. Infanterie-Batalion          |         |                              |                                                           |                              |          | 729                 |               |
| - Stab-Batalion                   | 111(N)  | Oberst. Dr. Hans Kutcher     | Oberst. Dr. Joachim von der Goltz                         | Leutnant Hans Franzen        |          | 101                 |               |
| - 9. Kompanie                     | 131(N)  | Oberst. Walter Tödt          | - Leutnant Wolfram- Leutnant Jaswat Singh Bindra (Indian) |                              |          | 157                 |               |
| - 10. Kompanie                    | 131(N)  | Oberst. Heinrich             | Leutnant Allah Dad Khan (Indian)                          |                              |          | 157                 |               |
| - 11. Kompanie                    | 131(N)  | Oberst. Plojetz              | - Leutnant Dr. Hans Franzen- Leutnant Haschke             |                              |          | 157                 |               |
| - 12. Kompanie                    | 131(N)  | Leutnant Borsutzki           | - Oberst. Sachsenröder- Leutnant Gurmukh Singh (Indian)   |                              |          | 157                 |               |
| 13. Inf.-Gesch.-Kp                | 1149    | Oberst. Hans Stephan         | - Leutnant Fiedler - Leutnant Sukhdev Choudry (indian)    |                              |          | 124                 |               |
| 14. Panzerjäger-Kp.               |         | Oberst. Dr. Hubert Kölzer    |                                                           |                              |          |                     |               |
| 15. Pionier-Kp                    | 711(N)  | Oberst. Wolf Hauter          |                                                           |                              |          | 194                 |               |
| Schwere-Batterie                  | 433     | Leutnant Heinz Brinkmann     |                                                           |                              |          | 134                 |               |
| Feldersatz-Batalion               | 125(A)  | Hauptmann Theodor Blodig     | Leutnant Hans Schackert                                   |                              |          | 943                 |               |
| Vétérinär-Kompanie                | 1415(A) | Leutnant Dr. Hans Richter    | Dr. Ishak (Indian)                                        |                              |          | 173                 |               |
| Sanitär-Kompanie                  | 1309(A) | Dr. Ernst Koch-Grünberg      | Dr. Madan (Indian)                                        |                              |          | 197                 |               |